# Ascoliocerus
Ascoliocerus är ett släkte av skalbaggar som beskrevs av Mequignon 1930. Ascoliocerus ingår i familjen knäppare.
Släktet innehåller bara arten Ascoliocerus hyperboreus.